# Musik liegt in der Luft
Musik liegt in der Luft war eine Unterhaltungssendung des ZDF. Alle Ausgaben der Sendereihe wurden von Dieter Thomas Heck moderiert und liefen von 1991 bis 1998 samstags oder sonntags abends, jeweils um 20:15 Uhr. Die Show wurde in großen deutschen Hallen vor Publikum produziert. Als Assistentin stand Dieter Thomas Heck Monika Sundermann zur Seite, die den ZDF-Zuschauern bereits aus der Sendung Dalli Dalli bekannt war und die auch in Melodien für Millionen als Assistentin für Dieter Thomas Heck fungierte.
Bereits am 6. Oktober 1984 widmete das ZDF unter dem Titel „Musik liegt in der Luft“ dem Komponisten Heinz Gietz eine Gala zum 60. Geburtstag. Harald Juhnke fungierte als Moderator und viele Stars wie bspw. Caterina Valente, Rex Gildo, Bill Ramsey, Werner Schumacher, Andy Borg, Freddy Breck, Silvio Francesco, Orchester Horst Jankowski und der Botho Lucas Chor traten auf.
Vor den jeweiligen Shows der 1990er Jahre ließ man in mehreren Städten Tausende Luftballons mit Postkarten aufsteigen. Wer so eine Postkarte fand, konnte sich Titel für die Sendung wünschen und außerdem an einer Verlosung teilnehmen.
Die musikalische Begleitung stammte von Horst Jankowski und seinem RIAS Tanzorchester bzw. später dessen Nachfolge-Ensemble RIAS Big Band Berlin.

## Veröffentlichungen
Es wurden mehrere Tonträger mit Musik aus der Sendung veröffentlicht. So zum Beispiel die 3-CD-Box „Das Beste aus Musik liegt in der Luft“ bei Ariola (EAN: 74321 16767 2).

## Liste der TV-Ausstrahlungen
| Folge | Datum         | Ort                            | Gäste |
| 01    | Sa 02.02.1991 | Ortenauhalle Offenburg         | Albert Hammond, Heinz Rudolf Kunze, Peter Maffay, Jürgen Marcus, Katja Ebstein, Dorthe Kollo, Roland Kaiser, Pur, Matthias Reim, Roberto Blanco, Peter Kraus, Jochen Schäfer                                                                |
| 02    | Sa 27.04.1991 | Frankenhalle Nürnberg          | Nicki, Roy Black, Jockel Fuchs, Pit Krüger, Die Blauen Engel, Thomas Forstner, Atlantis 2000, Starlight Express, Anna Maria Kaufmann, Peter Hofmann, Tony Christie, Peggy March, Bill Ramsey, Vico Torriani                                 |
| 03    | Sa 05.10.1991 | Weser-Ems-Halle Oldenburg      | Patrick Lindner, Klaus Baumgart, Richard Clayderman, Amadeus, Erste Allgemeine Verunsicherung, Al Martino, Karel Gott, Jacqueline Boyer, Michael Holm, Mary Roos, Udo Jürgens                                                               |
| 04    | Sa 09.11.1991 | Freiheitshalle Hof             | Roger Whittaker, Volker Bengl, Melanie Holiday, Grand Picasso, Jule Neigel & Band, Kristina Bach, Camillo Felgen, Angelika Milster, Naabtal Duo, Gottlieb Wendehals, David Hasselhoff, Séverine, Freddy Breck, Daliah Lavi, Peter Alexander |
| 05    | Sa 15.02.1992 | Saarlandhalle Saarbrücken      | Nicole, Blue System, Kastelruther Spatzen, Karsten Speck, Ireen Sheer, Hans Clarin, Klaus & Klaus, Erik Silvester, Lena Valaitis, Rex Gildo, Ulrike Nasse-Meyfarth, Norm Nielsen, Alexander Serov, Cliff Richard                            |
| 06    | Sa 25.04.1992 | Ostseehalle, Kiel              | Juliane Werding, Tom Astor, Ted Herold, Katja Ebstein, Toto Cutugno, Deborah Sasson u. a. |
| 07    | Sa 15.08.1992 |                                | Tony Marshall, Costa Cordalis, Nicki, Tina York, G.G. Anderson, Smokie, Truck Stop u. a. |
| 08    | Sa 14.11.1992 | Freiheitshalle, Hof            | Bernd Clüver, Margot Eskens, Frank Ryan, Marianne Rosenberg, Peter Rubin, Münchener Freiheit, Jochen Schäfer, Ines Wilhelm, Blaskapelle Pilgramsreuth, Bellamy Brothers, Barbara Carter                                                     |
| 09    | So 24.01.1993 | Weser-Ems-Halle, Oldenburg     | Peter Petrel, Angelika Milster, Elfi Graf, Jürgen Marcus, Gerhard Wendland, David Hasselhoff, Nena, Rattles u. a. |
| 10    | So 11.04.1993 |                                | Die Flippers, Baroque, Wencke Myhre, Carry Sass, Jürgen Marcus, Matthias Reim, Andy Borg, Roberto Blanco, Jürgen Drews u. a. |
| 11    | Sa 25.09.1993 | Stadthalle, Bremerhaven        | Gitte Hænning, Chris Howland, Michelle, Johannes Heesters, Edda Moser, Rocco Granata, Peter Seiffert, Al Martino u. a. |
| 12    | So 14.11.1993 | Sporthalle, Böblingen          | Caterina Valente, Engelbert, Bonnie Tyler, Wolfgang Petry, Helmut Zacharias, Siw Malmkvist, Teddy Parker, Graham Bonney |
| 13    | So 19.12.1993 |                                | Nicolai Gedda, Peter Petrel, Patrick Lindner, Inga Rumpf, Stefan Waggershausen, René Kollo, Christian Anders u. a. |
| 14    | So 30.01.1994 | Sporthalle, Böblingen          | G.G. Anderson, Frank Schöbel, Francisco Araiza, Gaby Baginsky, Andrea Jürgens, Angelika Milster, Wildecker Herzbuben |
| 15    | So 06.03.1994 |                                | Tony Christie, Truck Stop, Joy Fleming, Freddy Quinn, Margot Werner, Peter Cornelius u. a. |
| 16    | So 01.05.1994 | Weser-Ems Halle, Oldenburg     | Chris Norman, Adamo, Sally Oldfield, Su Kramer, Karel Gott, Julio Iglesias, Roman Trekel u. a. |
| 17    | So 11.09.1994 | Stadthalle, Bremerhaven        | Peter Hofmann, Vicky Leandros, Hanne Haller, Shakin Stevens, Bernd Clüver, Wencke Myhre, Maggie Mae u. a. |
| 18    | So 06.11.1994 | Ortenauhalle, Offenburg        | Ireen Sheer, Blue System, David Hasselhoff, Bernhard Brink, Roger Whittaker, Wolfgang Petry, Margot Eskens u. a. |
| 19    | So 29.01.1995 |                                | Daliah Lavi, Karel Gott, Tony Marshall, Sandra Schwarzhaupt, Wencke Myhre, Cornelia Froboess, Pussycat, Matthias Reim u. a. |
| 20    | So 05.03.1995 | Messehalle 10, Friedrichshafen | Weather Girls, Tom Astor, Katja Ebstein, Isabel Varell, K2, Andrea Bocelli, G.G. Anderson, Manuela, The Equals u. a. |
| 21    | So 09.04.1995 |                                | Die Flippers, Klaus Lage, Howard Carpendale, Baccara, Karat, Pe Werner u. a. |
| 22    | So 21.05.1995 |                                | Tony Christie, Toto Cutugno, Hanne Haller, Kelly Family, Vicky Leandros, Ingrid Peters, Schürzenjäger, The Tremeloes |
| 23    | So 04.06.1995 |                                | Chris Andrews, Gaby Baginsky, Roberto Blanco, Blaue Engel, Angelo Branduardi, Thomas Brennicke, Relax, Marianne Rosenberg |
| 24    | So 01.10.1995 | Schwabenhalle, Augsburg        | Pierre Brice, Fräulein Menke, Cindy & Bert, Montserrat Caballé, Marlène Charell, Hansi Hinterseer, Michelle, Nicki, Peter Petrel u. a. |
| 25    | So 29.10.1995 |                                | Matthias Reim, Andy Kim, Graham Bonney, Jose Julien, No Mercy, Michael Morgan, Lisa Larsson, The Lords, Milva, Roger Whittaker u. a. |
| 26    | So 28.01.1996 | Grugahalle, Essen              | Middle of the Road, Gipsy Vagabonds, Rex Gildo, John Kincade, Angelika Milster, Vicky Leandros, Wolfgang Petry u. a. |
| 27    | So 10.03.1996 |                                | Francesco Napoli, Sarah Brightman, Paul Burkhard, Pupo, Margot Eskens, Jeannine, Michelle, Bernhard Brink, Chris Roberts u. a. |
| 28    | So 14.04.1996 | Frankenhalle, Nürnberg         | Andy Borg, Udo Jürgens, Wolfgang Fierek, Patrick Lindner, Leon, Mireille Mathieu, Karin Süß, Nicole, Helen Schneider, Ohio Express u. a. |
| 29    | So 02.06.1996 |                                | Nilsen Brothers, Mungo Jerry, Gaby Baginsky, Brunner & Brunner, Al Martino, Cindy & Bert, Reiner Schöne, Konstantin Wecker u. a. |
| 30    | So 01.09.1996 |                                | Harpo, Nicki, Lucilectric, Kim Fisher, Drafi Deutscher, Peter Petrel, Ireen Sheer, Nicole u. a. |
| 31    | So 20.10.1996 |                                | Milva, Bernie Paul, Andrea Berg, Tony Christie, Achim Reichel, Angelika Milster, Vicky Leandros, Mary Roos u. a. |
| 32    | So 17.11.1996 | Messehalle 10, Friedrichshafen | Marmalade, Frank Zander, Lena Valaitis, Nicole, Vicky Leandros, Angelika Milster, Ireen Sheer, Siegfried Jerusalem, Münchener Freiheit |
| 33    | So 26.01.1997 | Ortenauhalle, Offenburg        | Margit Sponheimer, Peter Kraus, G.G. Anderson, Roberto Blanco, Gaby Baginsky, Heinz Rudolf Kunze, Klostertaler, Evelyn Künneke u. a. |
| 34    | So 23.03.1997 |                                | Brotherhood of Man, Ricky Shayne, Hanne Haller, Karel Gott, Gaby Albrecht, Howard Carpendale, Michelle, Matthias Reim, Kelly Family u. a.                                                                                                   |
| 35    | So 27.04.1997 |                                | Barry Ryan, Paldauer, Heiner Lauterbach, Heintje, Bellamy Brothers, Jürgen Drews, Lolita, Mary Roos, Ingrid Peters u. a. |
| 36    | So 01.06.1997 | Messehalle 10, Friedrichshafen | Gloria Gaynor, Sailor, Roland Kaiser, Stefan Waggershausen, Chris Norman, Die Flippers, Opus, Ulla Norden u. a. |
| 37    | So 19.10.1997 | Schwabenhalle, Augsburg        | Rolf Zuckowski, Ted Herold, Drafi Deutscher, Truck Stop, Udo Jürgens, Rainhard Fendrich, Karel Gott, Cindy & Bert u. a. |
| 38    | So 23.11.1997 |                                | Zucchero, Margot Eskens, Rondò Veneziano, Fool’s Garden, Angelika Milster, Harry Belafonte, Andy Borg, Stefan Waggershausen u. a. |
| 39    | So 18.01.1998 |                                | Rex Gildo, Klostertaler, Medium-Terzett, Nana Mouskouri, Jennifer Rush, Ireen Sheer, Tina York, Erste Allgemeine Verunsicherung, Cindy & Bert, Klaus & Klaus u. a.                                                                          |
| 40    | So 15.03.1998 |                                | Roberto Blanco, Münchener Freiheit, Gaby Baginsky, Karat, David Garrick, Maria & Margot Hellwig, Schürzenjäger u. a. |
| 41    | So 05.04.1998 |                                | Nicole, Matthias Reim, Lena Valaitis, Jürgen Marcus, Christian Anders, Katja Ebstein, Bata Illic, Vicky Leandros, Jose Cura u. a. |
| 42    | So 06.09.1998 |                                | Michael Holm, Rex Gildo, Jürgen Marcus, Cindy & Bert, Roberto Blanco, Costa Cordalis, Wolfgang Petry, Wencke Myhre, Karel Gott u. a. |
| 43    | So 04.10.1998 | Neue Messehalle, Erfurt        | Helmut Lotti, Ace Cats, Die Alpenrebellen, Olaf Berger, Franzl Lang, André Rieu & Orchester, Graham Bonney, Ireen Sheer, Otto Waalkes u. a.                                                                                                 |
| 44    | So 15.11.1998 | Halle Münsterland, Münster     | Claudia Jung, Karat, Karel Gott, Erste Allgemeine Verunsicherung, Bernd Clüver, Milva, Uwe Kröger, Leah Delos Santos u. a. |

### Specials
| Titel                                               | Datum         | Ort | Gäste |
| Musik liegt in der Luft – Best of                   | So 04.07.1993 |     | |
| Musik liegt in der Luft – Extra 1995                | So 09.07.1995 |     | |
| Musik liegt in der Luft – Extra 1996                | Sa 10.08.1996 |     | Matthias Reim, Tony Christie, Vicky Leandros, Nicki, Schürzenjäger, Cindy & Bert, Tony Roy, Michelle, Angelo Branduardi, Erste Allgemeine Verunsicherung, Milva, Kelly Family, Toto Cutugno, Judy Weiss, Howard Carpendale, Roberto Blanco, Roger Whittaker, Aylin |
| Musik liegt in der Luft – Extra 1997                | So 22.06.1997 |     | Wolfgang Petry, Ohio Express, Patrick Lindner, Udo Jürgens, Mireille Mathieu, Nilsen Brothers, Tom Astor & John Carter Cash jr., Kim Fisher, Drafi Deutscher u. a.                                                                                                 |
| Deutschland hilft – Musik liegt in der Luft – Extra | So 31.08.1997 |     | Drupi, Tony Christie, Lys Assia, Bernd Clüver, Gipsy Vagabonds, Wind, Nina Falk, Spider Murphy Gang, Juliane Werding, Vicky Leandros u. a. |
| Musik liegt in der Luft – Extra 1998                | So 16.08.1998 |     | Hanne Haller, Sailor, Karel Gott, Vicky Leandros, Wolfgang Petry, Chris de Burgh, Harry Belafonte, Howard Carpendale u. a. |